# أبو سعيد الخدري
أبو سعيد سعد بن مالك بن سنان الخدري الأنصاري (10 ق.هـ - 74 هـ) صحابي من صغار الصحابة، وأحد المكثرين لرواية الحديث النبوي.

## سيرته
ولد أبو سعيد سعد بن مالك بن سنان بن ثعلبة بن عبيد بن الأبجر خدرة بن عوف بن الحارث بن الخزرج قبل هجرة النبي محمد إلى يثرب بعشر سنين، ولأبيه مالك بن سنان صُحبة، وهو من شهداء غزوة أحد، وأخو أبي سعيد لأمه هو قتادة بن النعمان الذي شهد غزوة بدر. تقدّم أبو سعيد الخدري للمشاركة في غزوة أحد سنة 3 هـ، إلا أن النبي محمد ردّه يومها لصغر سنه. إلا أنه شارك معه بعدئذ في غزوة الخندق، وغزوة بني المصطلق وعشرة غزوات أخرى مع النبي محمد، كما شهد بيعة الرضوان.
توفي أبو سعيد الخدري سنة 74 هـ ودفن بالبقيع.

## روايته للحديث النبوي
- روى عن: النبي محمد وأبي بكر الصديق وعمر بن الخطاب[2] وأسيد بن حضير وجابر بن عبد الله بن عمرو بن حرام وزيد بن ثابت وعبد الله بن سلام وعبد الله بن عباس وعثمان بن عفان وعلي بن أبي طالب وأخيه لأمه قتادة بن النعمان وأبيه مالك بن سنان ومعاوية بن أبي سفيان وأبي قتادة الأنصاري وأبي موسى الأشعري.[3]
- روى عنه: عبد الله بن عمر بن الخطاب وجابر بن عبد الله بن عمرو بن حرام وأنس بن مالك وعامر بن سعد بن أبي وقاص وعمرو بن سليم الزرقي وأبو سلمة بن عبد الرحمن بن عوف ونافع مولى ابن عمر وبسر بن سعيد وبشر بن حرب الندبي وأبو الصديق الناجي وأبو الوداك جبر بن نوف وأبو المتوكل الناجي وأبو نضرة العبدي وأبو صالح السمان وسعيد بن المسيب وعبد الله بن خباب وابنه عبد الرحمن بن أبي سعيد الخدري وعبد الرحمن بن أبي نعم البجلي وعبيد الله بن عبد الله بن عتبة وعطاء بن يزيد الليثي وعطاء بن يسار وعطية العوفي وأبو هارون العبدي وعياض بن عبد الله بن سعد بن أبي سرح وقزعة بن يحيى ومحمد الباقر وأبو الهيثم سليمان بن عمرو العتواري وسعيد بن جبير والحسن البصري[2] والأغر أبو مسلم وأفلح مولى أبي أيوب الأنصاري وحميد بن عبد الرحمن بن عوف وداود الثقفي السراج ورافع بن إسحاق ورجاء بن ربيعة الزبيدي وزيد بن ثابت وسالم بن أبي الجعد وسعيد بن الحارث الأنصاري وسعيد بن أبي سعيد المقبري وسليمان بن يسار وشرحبيل بن سعد وشقيق بن سلمة وشهر بن حوشب وصالح بن دينار التمار وصفوان بن أبي يزيد وصهيب مولى العتواري وصيفي مولى أبي أيوب الأنصاري والضحاك المشرفي وضمرة بن سعيد المازني وطارق بن شهاب وعاصم بن شميخ الغيلاني وعامر الشعبي وأبو الطفيل عامر بن واثلة الليثي وعباد بن تميم المازني وعبد الله بن عباس وعبد الله بن عبد الرحمن بن أبي صعصعة الأنصاري وعبد الله بن أبي عتبة مولى أنس بن مالك وعبد الله بن غالب الحداني البصري وعبد الله بن محيريز الجمحي وعبد الرحمن بن بشر بن مسعود وعبد الرحمن بن سعد مولى آل أبي سفيان وعبد الرحمن بن أبي عمرة الأنصاري وعبد الرحمن بن أبي ليلى وعبد الرحمن بن يعقوب وعبيد الله بن عبد الرحمن وعبيد بن حنين وعبيد بن عمير الليثي وعبيدة بن مسافع المدني وعتاب بن حنين وعطاء بن أبي رباح وعقبة بن عبد الغافر وعكرمة مولى ابن عباس وعمار بن أبي عمار وعمر بن الحكم بن ثوبان والقاسم بن مخيمرة وقيس بن عباد ومالك بن الحارث السلمي ومجاهد بن جبر ومحمد بن إبراهيم بن الحارث التيمي ومحمد بن سيرين ومحمد بن عبد الرحمن بن ثوبان ومحمد بن قرظة الأنصاري ومحمود بن لبيد الأنصاري ومسلم بن أبي مريم ومسلم أبو العلانية البصري ومعبد بن سيرين ونبيح العنزي والنعمان بن أبي عياش ونهار العبدي ويحنس مولى مصعب بن الزبير ويحيى بن عبد الرحمن بن حاطب ويحيى بن عمارة بن أبي حسن المازني وأبو إدريس الخولاني وأبو أرطأة وأبو أمامة بن سهل بن حنيف وأبو البختري الطائي وأبو الحكم البجلي وأبو الخطاب المصري وأبو السائب مولى هشام بن زهرة وأبو سعيد المقبري وأبو سعيد مولى المهري وأبو سفيان مولى ابن أبي أحمد وأبو صالح الحنفي وأبو العالية الرياحي وأبو عبد الرحمن الحبلي وأبو عثمان النهدي وأبو علقمة الهاشمي وأبو علي الجنبي وأبو عيسى الأسواري وأبو غالب وأبو المثنى الجهني وأبو النجيب المصري وأبو يحيى الأسلمي وزينب بنت كعب بن عجرة.[3]
- أحاديثه: روى بقي بن مخلد في مسنده لأبي سعيد الخدري بالمكرر 1,170 حديث، وجمع له البخاري ومسلم 43 حديث، وانفرد البخاري بستة عشر حديثًا، ومسلم باثنين وخمسين حديث،[2] كما روى له الجماعة.[3]